# David Armstrong-Jones, 2. jarl af Snowdon
David Albert Charles Armstrong-Jones, 2. jarl af Snowdon, indtil 2017 med titlen Viscount Linley (vicegreve Linley) og almindeligt kendt som David Linley (født 3. november 1961 i Clarence House i London), er den eneste søn og det ældste barn af Antony Armstrong-Jones, 1. jarl af Snowdon (1930-2017) og prinsesse Margaret, grevinde af Snowdon (1930-2002). 
David Armstrong-Jones tilhører den udvidede britiske kongefamilie. Han er barnebarn af kong Georg 6. af Storbritannien (1895-1952) og dronning Elizabeth (dronningemoderen, 1900-2002). Han er dronning Elizabeth 2. af Storbritannien (født 1926) eneste nevø (søstersøn).
Sammen med sine børn indgår han i arvefølgen til den britiske trone.  

## Møbelarkitekt
David Armstrong-Jones er møbelarkitekt og designer. Siden 2006 har han været formand for auktionshuset Christie's i London. 

## Familie
I 1993 giftede han sig med den ærede Serena Stanhope (født 1970). Hun er datter af den anglo-irske Charles Stanhope (født 1945), der er den 12. jarl af Harrington.
Parret har to børn:
- Charles Patrick Inigo Armstrong-Jones, viscount Linley (født 1. juli 1999), som  er den nærmeste arving til titlen som den 3. jarl af Snowdon.
- Lady Margarita Elizabeth Rose Alleyne Armstrong-Jones (født 14. maj 2002).

David Armstrong-Jones er storebror til sin helsøster lady Sarah Chatto (født 1964) og har desuden to halvsøstre og en halvbror. 

## Titler, rang og arveret
- David Albert Charles Armstrong-Jones, Viscount Linley (1961-2017). Kort form: David Linley.
- David Armstrong-Jones, 2. jarl af Snowdon (2017-nu).

David Armstrong-Jones har rang efter Peter Phillips (født 1977), der er søn af Princess Royal prinsesse Anne, fru Mark Phillips (født 1950) og dattersøn af dronning Elizabeth 2. af Storbritannien. David Armstrong-Jones har rang forud for prins Richard, hertug af Gloucester (født 1944). Prins Richard er gift med den dansk fødte Birgitte Eva Henriksen (født 1946 i Odense).
David Armstrong-Jones har arveret til den britiske trone efter Mia Tindall (født 2014). Mia Tindall er datter af Zara Tindall (født 1981) og datterdatter af Princess Royal prinsesse Anne, fru Mark Phillips (født 1950). David Armstrong-Jones har arveret til den britiske trone forud for sit ældste barn (Charles Armstrong-Jones (født 1999)).